# Oskava
Oskava (niem. Oskau) – gmina w Czechach, w powiecie Šumperk, w kraju ołomunieckim. Według danych z dnia 1 stycznia 2012 liczyła 1376 mieszkańców.
Dzieli się na cztery części:
- Bedřichov
- Mostkov
- Oskava
- Třemešek

Przez wieś przepływa rzeka Oskava.